# Jan Kuczyński (major)
Jan Kuczyński herbu Ślepowron – ziemianin, uczestnik Powstania Kościuszkowskiego, major milicji drohickiej.
Mianowany majorem milicji w dniu 11 kwietnia 1794. Dzień później wysłano go na Podlasie „dla zrobienia tam związku”, jednak nie wykonał zadania. Po opuszczeniu obozu w Bosutowie zamiast na Podlasie pojechał do Warszawy „do żony swojej”, wzbudzając tym podejrzenie władz. Podczas przesłuchania 24 kwietnia 1794 zeznał jednak, że na Podlasiu był i znalazł chętnych do powstania.
Następnie brał udział w formowaniu kawalerii drohickiej w Siemiatyczach wraz z generałem majorem ziemi drohickiej Karolem Urbańskim. Pierwszy korpus powstał w czerwcu 1794, liczył 300 głów pospolitego ruszenia, w tym 70 szlachty na koniach. Wydzielony z niego szwadron 74 konnych nazywany był w raportach „kawalerią drohicką”. W sierpniu 1794 kolejnych 200 rekrutów utworzyło drugi korpus jazdy, także nazywany „kawalerią drohicką”, dowodzony do 20 października przez Jana Kuczyńskiego, również majora z cywila. 
6 lipca 1794 major Jan Kuczyński znalazł się w Siemiatyczach, wraz z kilkoma rekrutami konnymi z kawalerii drohickiej. 17 lipca 1794 wzmocnił oddział Potockiego swoim oddziałem 186 koni jazdy Ziemi Drohickiej. 25 sierpnia jazda drohicka Kuczyńskiego liczy 113 koni, 26 sierpnia rozbija oddziały austriackie pod Włodawą, 27 sierpnia wraz z por. Walewskim zwyciężyła w potyczce pod Ostrowiem
Po bitwie pod Maciejowicami, bez wyraźnych rozkazów wraz z majorem Cybulskim z dywizji Ponińskiego napadli pod Józefowem na 4000 Austriaków, "wzięli 70 koni i dwa galary owsa, jeńców 40 odesłali do Warszawy".